# Monastère de Sant Joan de les Abadesses
L'abbaye Saint-Jean-des-Abbesses (en catalan : abadia de Sant Joan de les Abadesses) est une ancienne abbaye, située à Sant Joan de les Abadesses, commune de la comarque du Ripollès dans le nord de la province de Gérone et de la communauté autonome de Catalogne, en Espagne.
L'abbaye, fondée 887 par le comte de Cerdagne, Guifred le Velu, au profit de sa fille Emma, est le premier monastère féminin des comtés catalans. L'abbaye, placée sous la règle de Saint-Benoît, jouit d'un important prestige auprès de la noblesse catalane, mais, en 1017, les moniales sont expulsées, tandis que l'abbaye et ses possessions passent sous le contrôle de chanoines réguliers de saint Augustin. En 1099, il revient aux religieux bénédictins, sous une forme mixte, puis de nouveau exclusivement réservé aux moniales de l'ordre.
Propriété privée, il se visite.

## Localisation
Sant Joan de les Abadesses et son monastère se situent à 10 km au nord-est de la ville de Ripoll.
Le monastère se dresse à 200 m au sud de l'église paroissiale Saint-Paul, en ruines.

## Histoire
À l'emplacement de ce monastère existait déjà en 880 une église consacrée à saint Jean-Baptiste.
Le monastère est fondé en 887 par le comte d'Urgell et de Cerdagne Guifred le Velu pour sa fille Emma, qui en devient la première abbesse
En 966 une charte nous informe des négociations menées par Oliba Cabreta pour son frère le comte de Besalu, Sunifred II de Cerdagne, et l'abbesse de Saint-Jean-des-Abbesses à propos des pâturages de Coma de Vaca et de Freser, dans la province de Gérone, et de bien d'autres textes qui sont relatifs à des questions d'usage de l'eau de ses deux rivières.
Ingilberge, fille bâtarde d'Oliba Cabreta, est la dernière abbesse du monastère de 996 à 1017. Un scandale éclate à la suite de rumeurs d'immoralité des sœurs en général et de l'abbesse en particulier, donnant naissance à la légende du comte Arnau. Ces rumeurs semblent entretenues par le comte de Besalu et de Ripoll Bernard Taillefer, demi-frère d'Ingilberge, avec son frère Oliba, qui ambitionne de se constituer un diocèse sur son territoire. Convoquée à Rome par le pape Benoît VIII afin de s'expliquer, Ingilberge refuse de s'y rendre et est déclarée rebelle. Une bulle pontificale du 26 janvier 1017 décrète l'expulsion des moniales et leur remplacement par une communauté de chanoines réguliers de saint Augustin, tandis que Bernard Taillefer obtient la juridiction du monastère. Les moniales sont alors réparties entre les abbayes Saint-Pierre-des-Puelles, à Barcelone, et Saint-Daniel (es), à Gérone, tandis que Ingilberge se retire à Vic, où elle meurt en 1049.
En 1090, Bernard III de Besalú (vers 1060-1111), comte de Besalú et de Ripoll, et vicomte de Fenouillèdes, chasse les chanoines réguliers de Saint Augustin de la congrégation de Saint-Ruf. En 1099, il cède l'abbaye à Richard de Millau (mort en 1121), abbé de Saint-Victor de Marseille, qui place de nouveau des moniales provençales venues du prieuré Sainte-Perpétue de Brignoles. Un violent conflit éclate entre les chanoines, qui continuent à revendiquer l'établissement, et l'abbaye marseillaise, où est transférée une partie des archives de l'abbaye Saint-Jean-des-Abbesses : un mémoire rédigé par les chanoines éconduits nous apprend que le comte de Besalu s'est emparé des archives et que Richard de Millau fait usage des privilèges de l'ancien monastère.
En 1080 commence la construction de l'abbaye Sainte-Marie de Vilabertran, au nord de Figuères. La nouvelle église est consacrée le 11 novembre 1100 par l'évêque de Gérone Bernard Umbert. L'abbé Rigau cherche alors à étendre les domaines de son abbaye et, s'il échoue dans sa tentative d'établir son autorité sur l'abbaye Saint-Jean-des-Abbesses, il réussit à faire de l'abbaye Sainte-Marie de Lladó (es) une filiale de Vilabertran.
C'est toujours Richard de Millau, légat du pape Pascal II, qui, au concile de Toulouse de 1110, accède aux réclamations des anciens possesseurs du monastère et ordonne que les chanoines réguliers de la congrégation de Saint-Ruf s'y installent.
En 1592, le pape Clément VIII ordonne à Joan Terès i Borrull de procéder à la suppression de tous les chapitres de chanoines réguliers. Il lui donne mission de procéder à la suppression des chanoines réguliers sur le territoire de la Catalogne, le Roussillon et la Cerdagne. Le monastère devient une collégiale et qui est supprimée par le concordat, en 1851. Elle devient alors église paroissiale.

## Description

### Église

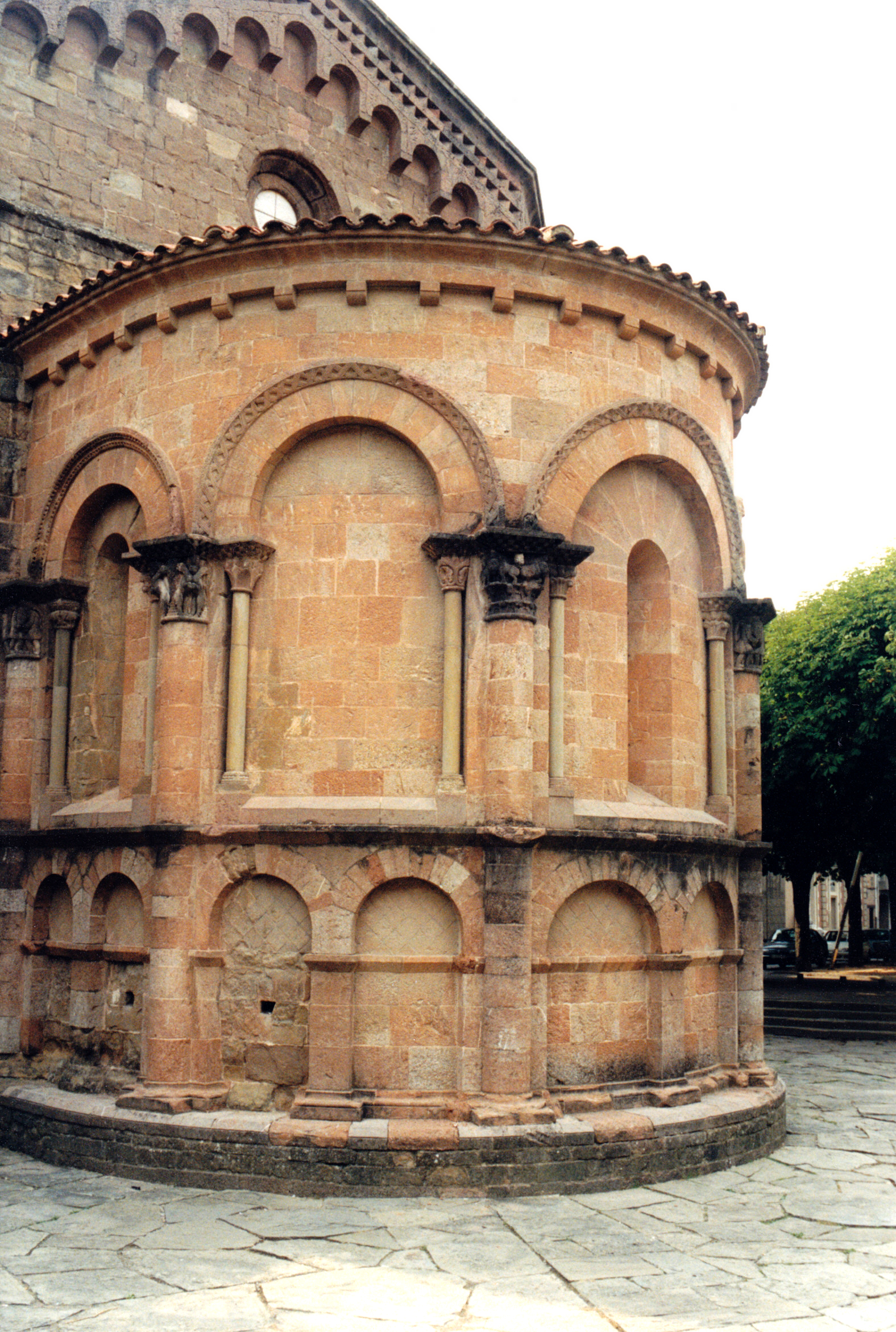
L'abside centrale.

Les constructions que nous voyons aujourd'hui est de style roman catalan et date du XIIe siècle. Elle est consacrée le 2 novembre 1150 par Ponç de Monells, abbé et évêque, après 40 ans de travaux.
Église à une seule nef, avec un grand transept, et un frontispice monumental avec déambulatoire. Elle possède un remarquable chevet roman à cinq pans auquel sont adossées une abside centrale et deux absidioles, soutenus par des piliers massifs le tout complété par deux absidioles extérieures adossées aux bras du transept, l'ensemble d'influence occitane. Elle s'étage sur deux registres.
Elle fut modifiée à différentes reprises, à la suite des différents événements politiques, mais également des tremblements de terre du XVe siècle dont celui du 2 février 1428, qui provoqua l'effondrement d'une partie de la façade de l'église et celle de la destruction de l'un des cloîtres romans. À partir de 1592, les archiprêtres font réaliser des travaux d'embellissement avec des décorations de peintures murales. Les architectes Josep Puig i Cadafalch (1867-1956), et après lui Raimundo Durán Reynals (1897-1966) qui restaura la salle capitulaire entre 1948 et 1963, restituèrent au monastère l'état qu'il avait en 1428.

### Le cloître
Le monastère comptait deux cloîtres romans, l'un au nord et l'autre au sud de la nef. Le cloître construit en 1442, de style gothique est d'époque, de plan trapézoïdal avec des arcatures romanes, il mène à la salle capitulaire, et à la chapelle baroque des Douleurs, avec sa coupole et ses éléments décoratifs. Elle renferme une sculpture contemporaine de la Piéta, par l'artiste Josep Viladomat (1899-1989). Il remplace celui de style roman détruit par le tremblement de terre de 1428.

#### Musée du monastère
Ouvert en 1975, le musée donnant sur le cloître conserve une collection exceptionnelle d'œuvres allant du VIIIe siècle au XXe siècle et comporte une grande partie des genres artistiques tels que la sculpture, la peinture, le tissu et l'orfèvrerie. De nombreux objets exposés fabriqués pour servir le culte, sont utilisés encore aujourd'hui pour les grandes festivités.
- Peintures en détrempe sur bois, du retable majeur du monastère L'Ange Zacharie, La Visitation, et Saint-Jean jeune dans le désert attribué au peintre -sculpteur Antoine Peytavi (XVI)
- L'Archange Saint-Michel, peinture à l'huile sur toile provient de la chapelle de l'infirmerie
- Retable de la Vierge, provient de la chapelle du Rosaire disparue

### Palais de l'abbaye
Le palais de l'Abbaye est une des parties conservées du monastère de Sant Joan de les Abadesses. Il servait d'hébergement aux abbés et on y traitait les questions les plus administratives. Il date des XIIe siècle et XVe siècle. L'écu qu'on conserve dans la plupart des chapiteaux du cloître gothique intérieur, appartient à Arnau de Villalba, l'abbé qui l'avait fait construire. À remarquer aussi la Salle Tosca (Salle de pierre ponce). C'est dans ces lieux que le poète Joan Maragall, a transformé le bâtiment en scénario de la légende du comte Arnau.

### Chapelle de l'infirmerie
La chapelle de l'infirmerie du monastère, sous le vocable de Saint-Michel, fut construite au XIIe siècle, où se tenait un culte réservé aux religieux trop souffrants pour assister à l'office du monastère. Elle fut consacrée par l'abbé et évêque Ponç de Monells en 1164.

### Trésor
- Le Très Saint Mystère , sculpture en bois d'un groupe représentant la descente de la croix dans un style transitoire entre roman et gothique (achevé en 1251) En 1426 lors de la rénovation de la polychromie du groupe sculpté une hostie fut découverte dans le réceptacle de la tête du Christ qui avait été déposée lors de la consécration des sculptures en 1251.
- Le retable d'albâtre du monastère est conservé au musée épiscopal de Vic
- Retables gothiques dédiés à saint Augustin et à Santa Maria la Blanca
- Tombe du bienheureux Miró de Tagamanent (1113, Tagamanent - 1161, Sant Joan de les Abadesses), fils des seigneurs du château de Tagamanent. ll était vénéré comme un saint dans le monastère et la région. Son tombeau en albâtre est une pièce gothique de grande qualité, du XIVe siècle. Le transfert de la dépouille du saint eut lieu en 1345.

## Liste des abbés et des abbesses

### Abbesses bénédictines
1. 898-942 : Emma de Barcelone (es) (880-942), fille de Guifred le Velu, comte de Cerdagne, de Barcelone et de Gérone ; ses restes sont déposés à l'abbaye, dans un endroit non localisé ;
2. 942-949 : inconnue ;
3. 949-955 : Adélaïde de Barcelone, fille de Suniaire Ier, comte de Barcelone, et veuve de Sunifred II, comte d'Urgell ;
4. 955-962 : Ranlon, fille de Déla, comte d'Ampurias ;
5. 962-996 : Frédeburge, fille de Miron II, comte de Cerdagne, et sœur de Sunifred II, Miron III et Oliba Cabreta ;
6. 996-1017 : Ingilberge, fille bâtarde d'Oliba Cabreta, comte de Cerdagne et de Besalu, et sœur de Gombau de Besora.

### Abbés augustiniens
- 1017-1054 : Guifred, évêque de Besalu ;
- 1055-1077 : André ;
- 1083-1098 : Bérenger de Lluçà.

### Abbés bénédictins
- 1099 - 1111
- Ramon de Cornellà : dalle funeraire de l'abbé à Sant Joan de les Abadesses[8]
- Arnau de Villalba

### Abbesses bénédictines
- 1099 - 1111

### Abbés augustiniens
- 1111-1131 : Bérenger Arnaud
- 1131-1139 : Pierre Guillaume
- 1164 - 1193 : Ponç de Monells (v.1120-1193). considéré comme le dernier des grands abbés et évêques médiévaux. Il consacre l'église de son monastère le 2 novembre 1150 avant son achèvement, et dans son testament Ponç lègue une somme importante de 400 morabatins destinée à l'achèvement des travaux de son abbaye à laquelle il donne tout son lustre: 100 pour la construction du vestiaire, 100 pour payer les dettes de construction, 100 pour effectuer plus de travaux, 100 pour la fondation d'une lampe qui brûlera perpétuellement sur l'autel de Sant Joan, qui montre que 40 ans après sa construction l'église n'était pas achevée. Il fut évêque de Tortosa de 1165 à sa mort[9]. Une sculpture le représentant est visible dans le monastère.

### Archiprêtres
À partir de 1592, le monastère étant devenu une collégiale et les archiprêtres sont nommés par le pape, jusqu'en 1851.

## Propriétés, revenus
- Pâturages de Coma de Vaca, ainsi qu'à Freser (déjà en 966)